# Alofitai
Alofitai – miejscowość w Wallis i Futunie, położona w okręgu Alo, na wyspie Alofi. Według spisu powszechnego z 2018 roku, wyspę zamieszkiwała jedna osoba.